# Dermatea
Dermatea is een geslacht van schimmels behorend tot de familie Dermateaceae

## Soorten
Het geslacht telt in totaal 20 soorten (peildatum januari 2023):
| Soortnaam                               | Auteur(s)             | Publicatiejaar |
| --------------------------------------- | --------------------- | -------------- |
| Dermatea alba                           | Velen.                | 1947           |
| Dermatea atra                           | Velen.                | 1934           |
| Dermatea blumenaviensis                 | Henn.                 | 1902           |
| Dermatea corticola                      | G. Arnaud             | 1923           |
| Dermatea cupularum                      | Velen.                | 1947           |
| Dermatea ferruginea                     | Rehm                  | 1904           |
| Dermatea fraseriana                     | Syd.                  | 1937           |
| Dermatea microspora                     | Velen.                | 1934           |
| Dermatea mori                           | Peck                  | 1912           |
| Dermatea mycophaga                      | Massee                | 1908           |
| Dermatea ononidis                       | Velen.                | 1934           |
| Dermatea padi (Vogelkersleerschijfzwam) | (Alb. & Schwein.) Fr. | 1849           |
| Dermatea palmicola                      | Pat.                  | 1912           |
| Dermatea pulchra                        | Starbäck              | 1904           |
| Dermatea rickiana                       | Rehm                  | 1908           |
| Dermatea sparsa                         | Henn.                 | 1902           |
| Dermatea tijucensis                     | Henn.                 | 1904           |
| Dermatea umbrina                        | Cooke & Massee        | 1893           |
| Dermatea viburni                        | J.W. Groves           | 1940           |
| Dermatea viridis                        | Velen.                | 1934           |